# Tim LaHaye
Timothy F. LaHaye (ur. 27 kwietnia 1926 w Detroit, zm. 25 lipca 2016 w San Diego) – amerykański ewangelista, pisarz i mówca. Najbardziej znanym jego dziełem była Powieść o czasach ostatecznych (oryg. Left Behind) napisana we współpracy z Jerrym Jenkinsem.

## Publikacje

### Powieść o czasach ostatecznych
1. Dzień zagłady
2. Diabelski traktat
3. Syn zatracenia
4. Łowcy dusz
5. Anioł czeluści
6. Zabójcy
7. Opętanie
8. Znak bestii
9. Profanacja
10. Ocaleni
11. Armagedon
12. Powrót Pana
13. Kingdom Come: The Final Victory

Prequel:
1. The Rising: Antichrist is Born: Before They Were Left Behind
2. The Regime: Evil Advances: Before They Were Left Behind
3. The Rapture: In the Twinkling of an Eye: Countdown to Earth's Last Days

### Babylon Rising
1. Babylon Rising
2. The Secret on Ararat
3. The Europa Conspiracy
4. The Edge of Darkness

### The Jesus Chronicles
1. John’s Story: The Last Eyewitness
2. Mark's Story: The Gospel According to Peter (tytuł roboczy)

### Inne
- How to Study the Bible for Yourself
- Revelation: Illustrated and Made Plain revised
- No Fear of the Storm ponownie wydane jako Rapture Under Attack
- The Power of the Cross
- The Merciful God of Prophecy